# Artefatto (disturbo)
Con il termine artefatto vengono indicati quei disturbi dei segnali digitali, analogici o delle immagini, dovuti alla tecnica di acquisizione, di codifica o a diversi fenomeni interferenti che alterino il reale risultato finale del processo. Il termine viene spesso utilizzato anche in campo chimico analitico, in diverse discipline utilizzanti dispositivi ottici quali microscopi e telescopi e nelle procedure biomediche, per indicare diverse possibili interferenze in molti differenti campi di analisi.
In generale, un artefatto è qualsiasi fattore introdotto nella rappresentazione che non è o non era presente anche nell'oggetto in esame.

## Artefatti in campo tecnico, biologico e medico
La corretta individuazione degli artefatti ricopre grande importanza ad esempio nel campo della medicina, in quanto a volte la presenza di un artefatto su una immagine medica o su un segnale può disturbare la diagnosi o renderla difficoltosa, o addirittura può distorcerla creando i cosiddetti falsi positivi o falsi negativi.

### Istologia e tecniche microscopiche in genere
Per artefatto si intende in genere un qualsiasi elemento introdotto sia durante la preparazione reale del campione (ad esempio l'inclusione di un precipitato proveniente da una delle soluzioni utilizzate), dall'imperfetto allestimento meccanico del campione in esame (ad esempio per la formazione di anelli di Newton dovuti alla prossimità di superfici trasparenti) così come durante l'elaborazione analogica o digitale dell'immagine microscopica finale, atto ad alterane l'interpretazione. Nel primo caso, non si tratta propriamente di una alterazione di segnale, bensì di una vera e propria alterazione materiale del campione in esame, che solo successivamente verrà interpretato in termini di segnale. Questi artefatti sono comuni a tutte le discipline utilizzanti le comuni tecniche microscopiche, quali la petrografia, e d altre ancora.

### Diagnostica per immagini
Per artefatto si intende la presenza indesiderata di una forma su di un'immagine biomedica.
- artefatto da esposizione: si verifica durante l'esposizione ai raggi del soggetto e sono causati da un'errata selezione dei parametri tecnici o dal movimento del paziente o da un inadeguato posizionamento dell'apparecchiatura. Anche gli oggetti (quali occhiali, forcine per capelli, orologi, eccetera) che il soggetto può indossare, le otturazioni e le capsule dentarie, i capelli stessi dell'individuo, possono creare artefatto.
- artefatto da manipolazione e conservazione: provocato da inadeguate manipolazione e/o conservazione della pellicola: filtrazioni di luce, scariche elettrostatiche, graffi, impronte digitali.
- artefatti tecnici da rivalutare in corso di controllo della qualità dell'apparecchiatura.
- artefatti tecnici intrinseci alla metodica utilizzata: per esempio la ricostruzione digitale di per sé comporta artefatti, essendo condizionata dalla perdita di informazioni spaziali. Il punto digitale è infatti enormemente più grande di quello analogico e si formerà il cosiddetto volume parziale se
  - il dettaglio è più piccolo del pixel o del voxel utilizzati
  - se in un pixel (o voxel) vi sono più strutture
  - se il dettaglio si presenta obliquo rispetto al piano di scansione, venendosi cioè a trovare su più piani.

#### Ecografia
- Riverbero
- Artefatti da spessore di sezione
- Rinforzo acustico posteriore
- Assorbimento acustico posteriore
- Effetto specchio
- Artefatti ad arco da incidenza laterale
- Aliasing

#### RM
Diversamente da altre metodiche di imaging, nella risonanza l'immagine non è la rappresentazione punto per punto dell'interazione tra raggio incidente e tessuto da studiare, ma è l'elaborazione di una singola radiofrequenza, che da sola cioè, rappresenta l'intera immagine.

Questo comporta un aumento dei tipi di artefatto che si possono ottenere.
- Aliasing o ripiegamento o ribaltamento
- Chemical shift
- Troncatura
- Suscettibilità magnetica
- Artefatto di coerenza trasversale
- Saturazione del convertitore
- Cause imputabili all'apparecchiatura
- Cause legate al paziente
- Artefatti metallici